# Joaquín Jayme
Joaquín Jayme (África, fines del siglo XVIII - Lima, 12 de septiembre de 1870) fue un ex esclavo africano en el Perú.

## Biografía
Gracias a una publicación de 2014 realizada por tres investigadores de la Pontificia Universidad Católica del Perú se pudo conocer su historia. Llegó al Perú en calidad de esclavo a inicios del siglo XIX, probablemente en uno de los últimos barcos negreros que arribaron al Callao. Tuvo su residencia en la calle del Trujillano del barrio de San Lázaro (actual calle Trujillo del distrito del Rímac) donde trabajaba de cargador en el Mercado del Baratillo; casó con Juana Baeza, pero pronto enviudó, contrayendo segundas nupcias en 1828 en la Iglesia de San Lázaro con Francisca Arteaga al poco tiempo de obtener su libertad. Del matrimonio nació una niña en 1830, Rosa Jayme, que falleció en 1908. Es el único ex esclavo enterrado en un nicho perpetuo del Cementerio Presbítero Maestro del que se tenga noticia.